# گلبرگان
گلبرگان(گوبگو) یک روستا در ایران است که در دهستان باقران واقع شده‌است. گلبرگان ۱۰۰ نفر جمعیت دارد.اسم محلی این روستا گوبگو نام دارد